# 203
| [ Edytuj tabelę ] |                            |
| Cesarz Chin       | - 189 Han Xiandi 220       |
| Władca Korei      | - 197 Sansang 227          |
| Papież            | - 199 Zefiryn 217          |
| Król Partów       | - 191 Wologazes V 208      |
| Cesarz Rzymu      | - 193 Septymiusz Sewer 211 |

Rok 203 / CCIII
stulecia: II wiek ~
III wiek ~
IV wiek

lata: 193 «
198 «
199 «
200 «
201 «
202 «
203
» 204
» 205
» 206
» 207
» 208
» 213

## Wydarzenia
Europa
- Ukończono Łuk Septymiusza Sewera w Rzymie.

## Zmarli
- 7 marca – św. Perpetua i św. Felicyta, męczennice chrześcijańskie w Tunisie.